# 佐賀県道351号久間大町線
佐賀県道351号久間大町線（さがけんどう351ごう くまおおまちおせん）は、佐賀県嬉野市から杵島郡大町町に至る一般県道である。

## 概要
嬉野市塩田町大字久間乙から杵島郡大町町大字大町に至る。

### 路線データ
- 起点：佐賀県嬉野市塩田町大字久間乙（国道498号交点）
- 終点：佐賀県杵島郡大町町大字大町（大町ひじり学園前交差点、国道34号交点）

## 歴史
- 2019年（令和元年）7月1日 - 佐賀県告示第36号により佐賀県告示第38号により廃止[1]となった佐賀県道268号久間白石線を延伸するかたちで路線認定[2]。
- 2020年（令和2年）4月1日 - 佐賀県告示第107号により佐賀県道214号白石大町線の経路が杵島郡白石町大字湯崎 - 白石町下箕具交差点を経由する経路に変更され、杵島郡白石町大字湯崎から白石町下箕具交差点間が同路線の重複区間となる[3]。

## 路線状況

### 重複区間
- 佐賀県道214号白石大町線（杵島郡白石町大字湯崎 - 杵島郡白石町大字馬洗・白石町馬田交差点）

### 道路施設

#### 橋梁
- もみじ橋（入江川、嬉野市）
- 馬田橋：延長270 m（六角川、杵島郡白石町 - 杵島郡大町町）

## 地理

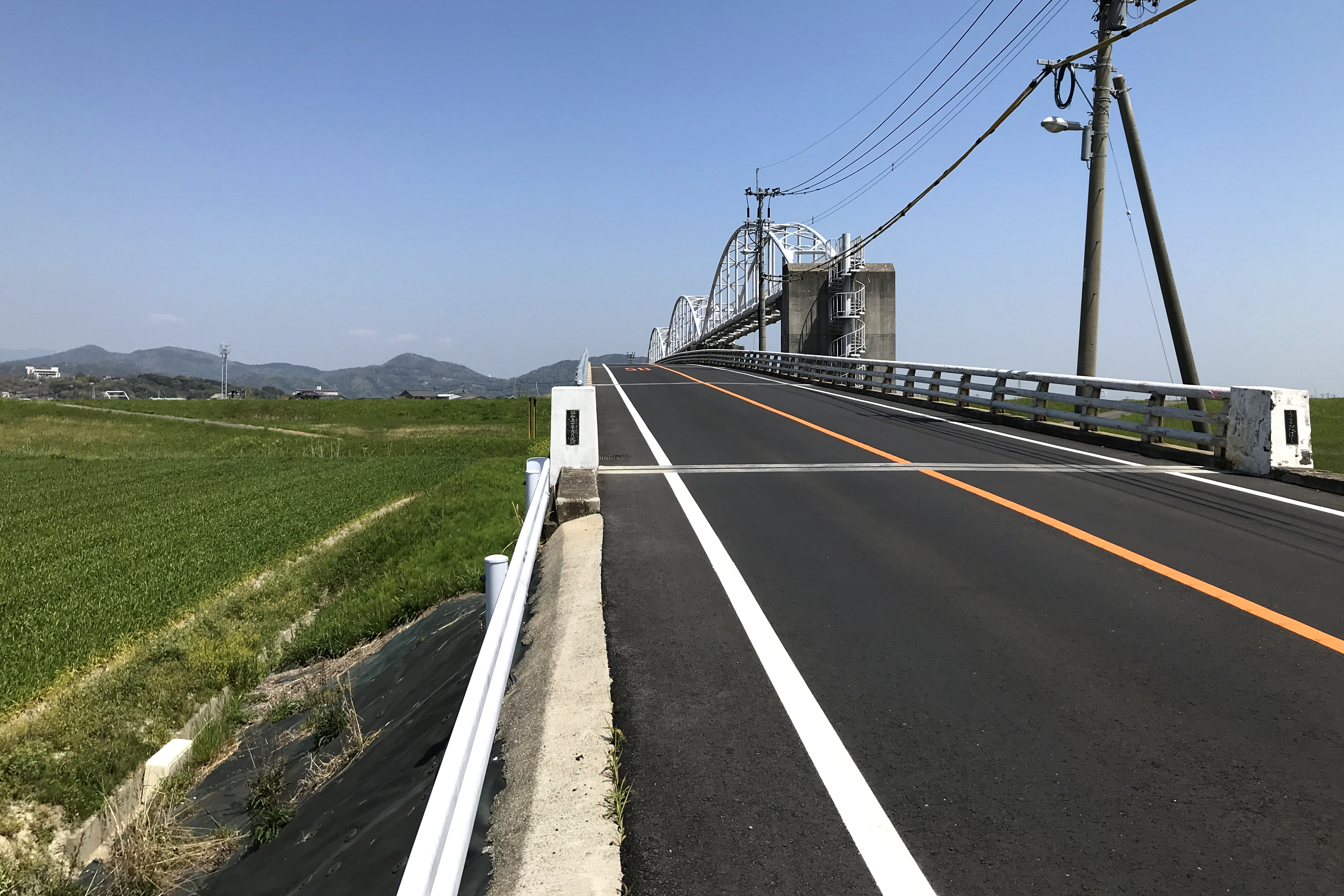
馬田橋 白石側から大町方面

### 通過する自治体
- 嬉野市
- 杵島郡白石町
- 杵島郡大町町

### 交差する道路
| 交差する道路                                                | 市町村名 | 市町村名 | 交差する場所         | 交差する場所                  |
| ----------------------------------------------------------- | -------- | -------- | -------------------- | ----------------------------- |
| 国道498号 佐賀県道330号武雄塩田線 重複                      | 嬉野市   | 嬉野市   | 塩田町大字久間乙     | 起点                          |
| 佐賀県道214号白石大町線 重複区間起点                        | 杵島郡   | 白石町   | 大字湯崎             |                               |
| 佐賀県道345号武雄白石線                                     | 杵島郡   | 白石町   | 大字馬洗（もうらい） |                               |
| 佐賀県道36号武雄福富線 佐賀県道214号白石大町線 重複区間終点 | 杵島郡   | 白石町   | 大字馬洗             | 白石町馬田交差点              |
| 国道34号                                                    | 杵島郡   | 大町町   | 大字大町             | 大町ひじり学園前交差点 / 終点 |

### 交差する鉄道
- 佐世保線

### 沿線
- 白石町立須古小学校
- 大町町立小中一貫校大町ひじり学園